# Amyntas III Macedoński

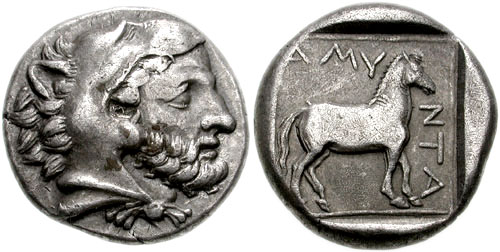
Stater Amyntasa III

Amyntas III (gr. Αμύντας) – król Macedonii z rodu Argeadów. Na jego panowanie przypada czas osłabienia Macedonii nękanej przez wiele lat wojnami. W ciągu swojego panowania kilkukrotnie musiał uchodzić z opanowanego przez najeźdźcę państwa. Szukał oparcia w Sparcie, a pod koniec panowania w Atenach.

## Panowanie
Amyntas przejął tron po śmierci swojego kuzyna Pauzaniasza, a w tym samym roku poślubił Eurydykę I, księżniczkę z Linkestis, kończąc tym samym długi konflikt z tym państwem. Amyntas wydał córkę którą miał z Eurydyką za swojego kuzyna Ptolemeusza z Aloros. Chciał w ten sposób umocnić swoją pozycję gdyż Ptolemeusz był głową bocznej linii dynastii, a więc ewentualnym konkurentem do tronu. Jednak już w roku 392 Amyntas utracił tron na rzecz innego przedstawiciela dynastii, Argajosa. Ten oparł swoją władzę na Bardylisie I, królu iliryjskich Dardanów. Uchodząc z królestwa Amyntas oddał przygraniczny pas ziemi mieszkańcom greckiego miasta Olint by ziemie te nie zostały niszczone przez hordy Ilirów.
W 391 Amyntas odzyskał władzę przy pomocy oddziałów tesalskich prowadzonych przez zaprzyjaźniony z Argeadami ród Aleuadów. Po powrocie Olintyjczycy zwrócili oddane im pod opiekę ziemie a oba państwa zawarły obronne przymierze na okres pięćdziesięciu lat. W 383 Bardylis najechał ponownie na Macedonię i pokonał Amyntasa w bitwie. Amyntas postąpił tak jak wcześniej i licząc, że Olintyjczycy obronią jego ziemie, oddał im w opiekę część przygranicznych krain. Pomimo początkowych sukcesów Ilirów Amyntasowi udało się po kilku miesiącach pokonać Bardylisa przy pomocy jazdy hetajrów i najemnej piechoty. Gdy zwrócił się do Olintyjczyków o zwrot powierzonych im ziem, ci odmówili. Mieszkańcy Olintu i związek polis któremu przewodzili (Związek Chalkidycki) nie chcieli zrezygnować z ziem z których czerpali zyski. W tym czasie ich związek urósł w siłę mogąc wystawić armię złożoną z 800 jeźdźców i 8 tys. hoplitów a także większej jeszcze liczby lekkiej piechoty. Chalkidyjczycy zaatakowali Macedonię i zajęli wiele miast w tym Pellę. Amyntas wezwał na pomoc Spartan, którzy wykorzystując bazę na terytorium Macedonii walczyli z Chalkidyjczykami aż do roku 379, gdy padł Olint, a związek któremu przewodził rozwiązano. Kiedy Ateńczycy i Tebańczycy uderzyli na Spartę Amyntas sprzedał im w roku 377 drewno na budowę floty. W zamian w 374 uzyskał przymierze z Ateńczykami przeciw odbudowującym swój związek Chalkidyjczykom. W 371 zwołano międzygrecką konferencję pokojową na którą zaproszono również Amyntasa. Na konferencji przedstawiciel Macedonii poparł projekt pokoju powszechnego a także przekazania, Amfipolis Atenom.
Amyntas żywo interesował się wydarzeniami w Perrabai przez którą prowadziła droga z Grecji do Macedonii, dlatego też starał się utrzymywać tam swoje wpływy i kilkukrotnie występował na tych terenach w roli rozjemcy. Lata siedemdziesiąte IV w. przyniosły wzrost zagrożenia na południowej granicy państwa. W tym czasie Jazon z Feraj zjednoczył Tesalię która pod jego przewodnictwem stała się potęgą dwukrotnie bogatszą od Macedonii. Według przekazów (najpewniej przesadzonych ale oddających w pewnym stopniu zagrożenie) Związek Tesalski był w stanie wystawić armię składającą się z 8 tys. jazdy, 20 tys. ciężkiej piechoty i większych jeszcze sił lekkozbrojnych. Najpewniej Amyntas był zmuszony do sojuszu  z Jazonem, jednak jego śmierć w 370 położyła kres zjednoczonej Tesalii.